# Schwebheim
Schwebheim é uma cidade do distrito de Schweinfurt, na Baviera, na Alemanha.

## Habitantes ilustres
- Ernst von Bibra (1806-1878) — botânico, zoólogo, metalúrgico, químico, geógrafo, escritor de viagens, novelista, duelista e colecionador de arte.
- Abraham Adler (1850-1922) — economista.